# Lancetvisje
Het lancetvisje (Branchiostoma lanceolatum) is een schedellozensoort uit de familie Branchiostomatidae. De wetenschappelijke naam van de soort werd in 1774 voor het eerst geldig gepubliceerd door Peter Simon Pallas. Het is een ongewerveld zeedier met een chorda dorsalis, maar zonder ruggengraat. Het wordt gebruikt als modelorganisme om de evolutionaire ontwikkeling van gewervelde dieren te bestuderen.

## Anatomie
Het lancetvisje heeft een langwerpig lichaam, zijdelings afgeplat en aan beide uiteinden puntig. Hij wordt zes tot acht centimeter lang en is semi-transparant roze van kleur. Een verstijvende staaf van dicht opeengepakte cellen, het chorda dorsalis, strekt zich uit over de hele lengte van het lichaam. In tegenstelling tot gewervelde dieren, blijft deze chorda dorsalis in het volwassene stadium bestaan, in de vorm van een eenvoudige dorsale neurale buis die enigszins verdikt is in het voorste deel (het hersenblaasje). Daarboven bevindt zich een zenuwbaan met een enkel frontaal oog. De mond bevindt zich aan de onderkant van het lichaam en is omgeven door een plukje van twintig of dertig cirri of slanke sensorische aanhangsels. De darm loopt net onder de chorda dorsalis van de mond naar de anus, voor de staart. Er is een flapachtige, verticale vin rond de puntige staart. Gasuitwisseling vindt plaats als water door kieuwspleten in het middengebied stroomt. De gesegmenteerde geslachtsklieren (gonaden) liggen hier net achter. Het dier is parelwit en semi-transparant waardoor de inwendige organen van buitenaf zichtbaar zijn. Het uiterlijk is vergelijkbaar met een 'primitieve vis'.

## Verspreiding en habitat
Lancetvisjes worden gevonden in ondiepe zeeën in de noordoostelijke Atlantische Oceaan, van 67° noorderbreedte in het zuiden van Noorwegen, via de zuidelijke Noordzee en het Kattegat tot aan de Middellandse Zee en in het oosten tot de Zwarte Zee. Hun verspreidingsgebied is via het Suezkanaal uitgebreid naar de noordelijke delen van de Indische Oceaan en de kusten van Oost-Afrika. Het lancetvisje graaft zich in in zachte ondergronden zoals zand, grind en schelpfragmenten en is vrij specifiek wat betreft de grootte van de deeltjes. Het komt voor vanaf de eb-markering tot ongeveer veertig meter). 